# Ebenidium depressum
Ebenidium depressum là một loài thực vật có hoa trong họ Đậu. Loài này được (Boiss. & Balansa) Kuntze mô tả khoa học đầu tiên năm 1891.